# Oficer flagowy
Oficer flagowy – adiutant dowódcy flotylli.
Przymiotnik „flagowy” zastosowany do osób oznacza przynależność ich do sztabu dowódcy flotylli np.
- flagowy artylerzysta oznacza szefa artylerii flotylli,
- flagowy chemik oznacza szefa służby chemicznej flotylli,
- flagowy mechanik oznacza kierownika służby mechanicznej w sztabie flotylli itd.

W języku polskim nieużywany z wyjątkiem wyrażenia „oficer flagowy”.
W wielu siłach zbrojnych, zwłaszcza w marynarkach wojennych, oficer flagowy jest wysokiej rangi oficerem – w stopniu odpowiadającym przynajmniej najniższemu stopniowi admiralskiemu – uprawnionym do własnej flagi, lub proporca, dowodzący flotą, lub zespołami okrętów floty. Stała obecność oficera flagowego na pokładzie okrętu, czyni tę jednostkę okrętem flagowym – głównym okrętem zespołu okrętów.